# Jean-Claude Lebaube
Jean-Claude Lebaube (Renneville (Eure), 22 juli 1937 - Verneuil-sur-Avre, 2 mei 1977), bijgenaamd "Monsieur Firmin", was een Frans wegwielrenner, die beroeps was tussen 1961 en 1970.

## Wielerloopbaan
Lebaube behaalde acht zeges in zijn profloopbaan en droeg een keer de gele trui van de Ronde van Frankrijk, in 1966.

## Belangrijkste overwinningen
1961
- Eindklassement Ronde van Loir-et-Cher
- Eindklassement Ronde van Tunesië
- 1e etappe Ronde van de Toekomst

1963
- 6e etappe deel a Dauphiné Libéré
- Eindklassement Tour du Sud-Est

1964
- 1e etappe Dauphiné Libéré

1965
- 2e etappe deel a Ronde van Luxemburg

## Resultaten in voornaamste wedstrijden
| Jaar | Ronde van Italië | Ronde van Frankrijk | Ronde van Spanje |
| ---- | ---------------- | ------------------- | ---------------- |
| 1961 |                  |                     |                  |
| 1962 |                  | 11e                 |                  |
| 1963 |                  | 4e                  |                  |
| 1964 |                  | opgave              |                  |
| 1965 |                  | 5e                  | 12e              |
| 1966 |                  | opgave              |                  |
| 1967 |                  | 23e                 |                  |
| 1968 |                  |                     |                  |
| 1969 |                  | 46e                 |                  |

| Jaar | Milaan-San Remo | Ronde van Vlaanderen | Luik-Bast.‑Luik | Ronde van Lombardije | Parijs-Tours | Bretagne Classic |  | Wereldranglijsten |
| ---- | --------------- | -------------------- | --------------- | -------------------- | ------------ | ---------------- |  | ----------------- |
| 1961 |                 |                      |                 |                      | 75e          |                  |  |                   |
| 1962 |                 |                      |                 | 36e                  | 54e          |                  |  |                   |
| 1963 |                 |                      | 23e             | 19e                  | 15e          |                  |  | 18e (SPP)         |
| 1964 |                 | 31e                  |                 |                      |              |                  |  |                   |
| 1965 |                 |                      |                 |                      |              |                  |  |                   |
| 1966 | 71e             |                      |                 |                      | 62e          |                  |  |                   |
| 1967 | 61e             |                      |                 |                      |              |                  |  |                   |
| 1968 |                 |                      |                 |                      |              | Zilver           |  |                   |
| 1969 |                 |                      |                 |                      |              |                  |  |                   |